# Zygonyx iris
Zygonyx iris е вид водно конче от семейство Libellulidae. Видът не е застрашен от изчезване.

## Разпространение
Разпространен е в Бангладеш, Бруней, Виетнам, Индия (Асам, Западна Бенгалия и Манипур), Индонезия (Калимантан), Китай (Гуанси и Хайнан), Лаос, Малайзия (Западна Малайзия, Сабах и Саравак), Мианмар, Непал, Тайланд, Хонконг и Шри Ланка.